# José Carlos Veiga Lopes
José Carlos Veiga Lopes (Curitiba, 7 de maio de 1939 - Curitiba, 3 de outubro de 2010) foi um engenheiro civil, pecuarista, historiador e escritor brasileiro.

## Biografia
José Carlos Veiga Lopes nasceu em Curitiba em 1939. Filho de Rosina Veiga e do prefeito Ângelo Lopes. Veiga Lopes realizou os estudos secundários no Colégio Estadual do Paraná. Era formado em engenharia civil pela Universidade Federal do Paraná.
Era membro do Instituto Histórico e Geográfico do Paraná, sendo seu vice-presidente. Veiga Lopes passou a integrar a Academia Paranaense de Letras (APL) em 28 de setembro de 1981, ocupando a cadeira nº 14. Em dezembro de 2008 foi eleito presidente da instituição literária. Morreu em 2010 no exercício da presidência da APL.

## Obras
- Sapecada - Contos regionalistas dos Campos Gerais (1972).
- Esboço Histórico da Fazenda Santa Rita - edição mimiografada em 1973, e 2ª edição em 1974.
- As Aves do Céu tem ninhos - Romancete Regionalista dos Campos Gerais - (1977).
- Curucaca - Ensaios sobre a ave símbolo dos Campos Gerais - (1981).
- Açoiteira - Contos regionalistas dos Campos Gerais - (1991).
- Origens do Povoamento de Ponta Grossa - Estudo Histórico - (1999).
- Raízes da Cidade da Palmeira - Estudo Histórico - (2000)
- Informações sobre os bens de Nossa Senhora das Neves no Paraná - Estudo Histórico (2000)
- Introdução à História de Tibagi (2002)
- Fazendas e Sítios de Castro e Carambeí (2004)
- Antecedentes históricos de Porto Amazonas
- Las Aves del Cielo Tienen Nidos
- Memória da Terra: Contos Escolhidos Sobre os Campos Gerais
- Superagui - Informações Históricas
- Aconteceu nos Pinhais - Subsídios para as histórias dos municípios do Paraná Tradicional do planalto